# کوچوک چیلدیریم (سیحان)
کوچوک چیلدیریم (به ترکی استانبولی: Küçükçıldırım) یک منطقهٔ مسکونی در ترکیه است که در سیحان واقع شده‌است.